# Skrapan (Västerås)
Skrapan is een wolkenkrabber in de Zweedse gemeente Västerås aan het Mälarmeer zo'n 100 kilometer ten westen van Stockholm. Het gebouw is 81 meter hoog en 93 meter inclusief antennes. Het telt 25 verdiepingen (27 inclusief parkeergarage in de kelder). De bouw begon in 1988 en het gebouw werd opgeleverd in 1990. Het gebouw is het negende hoogste gebouw van Zweden.
Medio 2012 besloot men het winkelcentrum om te bouwen tot kantoorruimten vanwege de lage huur die de winkels opleverden.

## Evenementen in het gebouw
- Op 9 mei 2010 vestigde avonturier Tony Berglund het wereldrecord verticaal lopen door 100 meter langs het gebouw te lopen in 34,75 seconden.
- Op 1 juli 2011 werd een traploopwedstrijd gehouden waarbij de snelste deelnemer de 25 verdiepingen liep in 2 minuten en 5 seconden.
- Op 25 mei 2013 vond een Zweedse Electronic sport evenement plaats in het gebouw met als eerste prijs 100.000 Zweedse kronen.

## Foto's

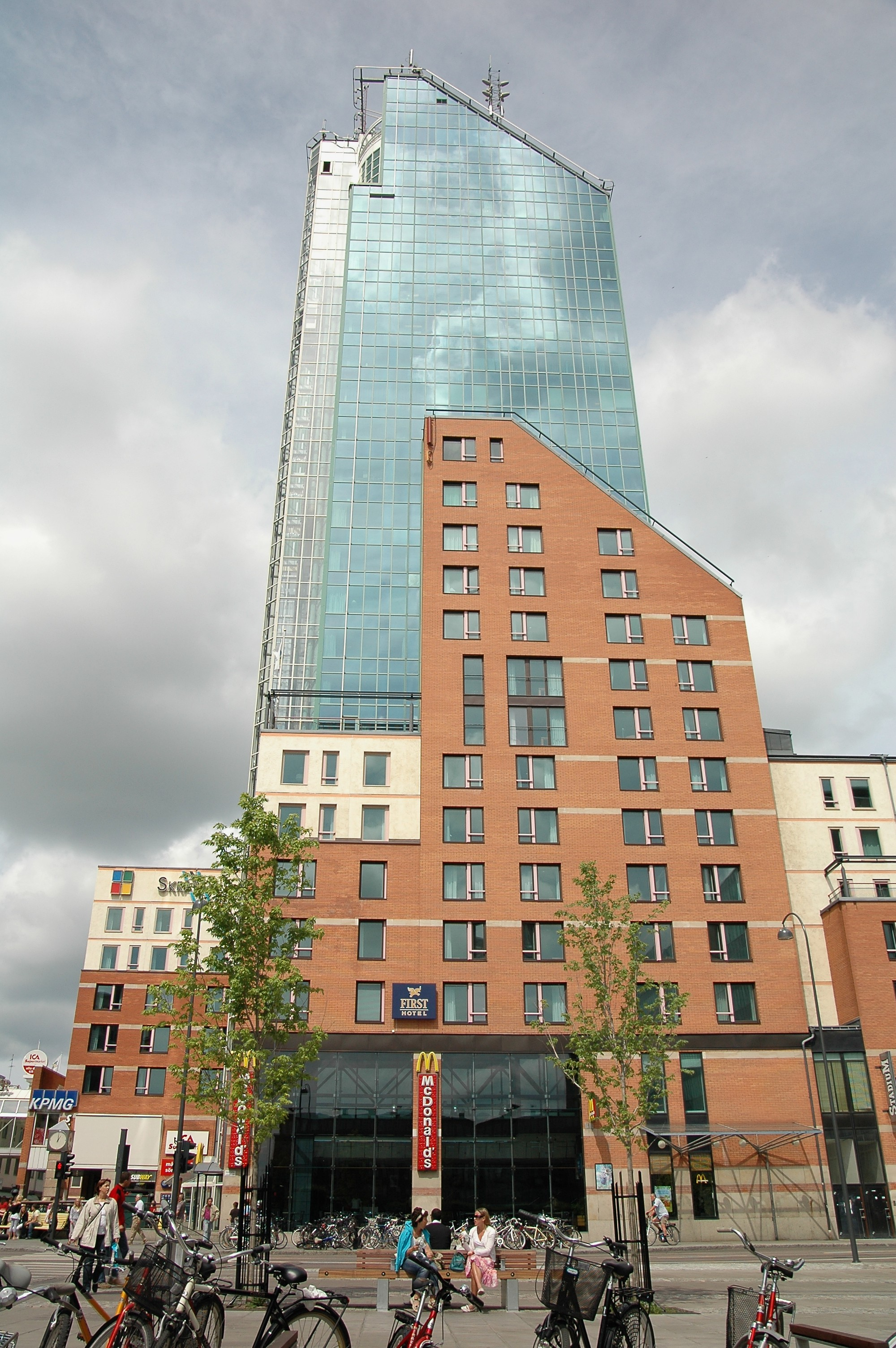
2006
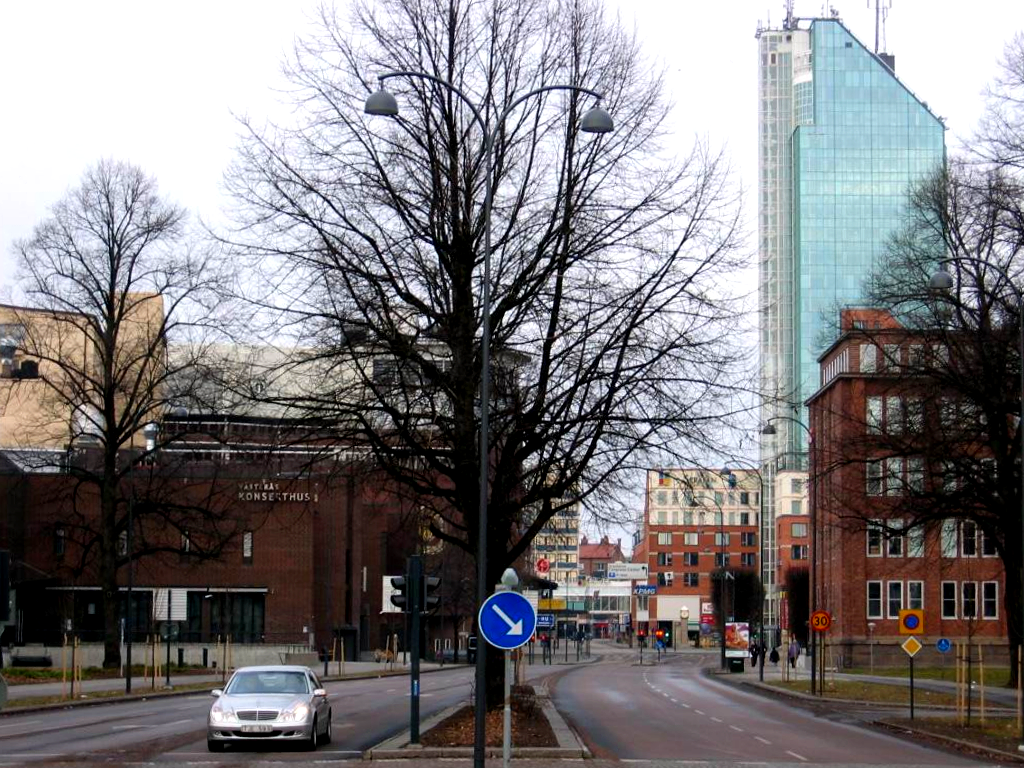
2006
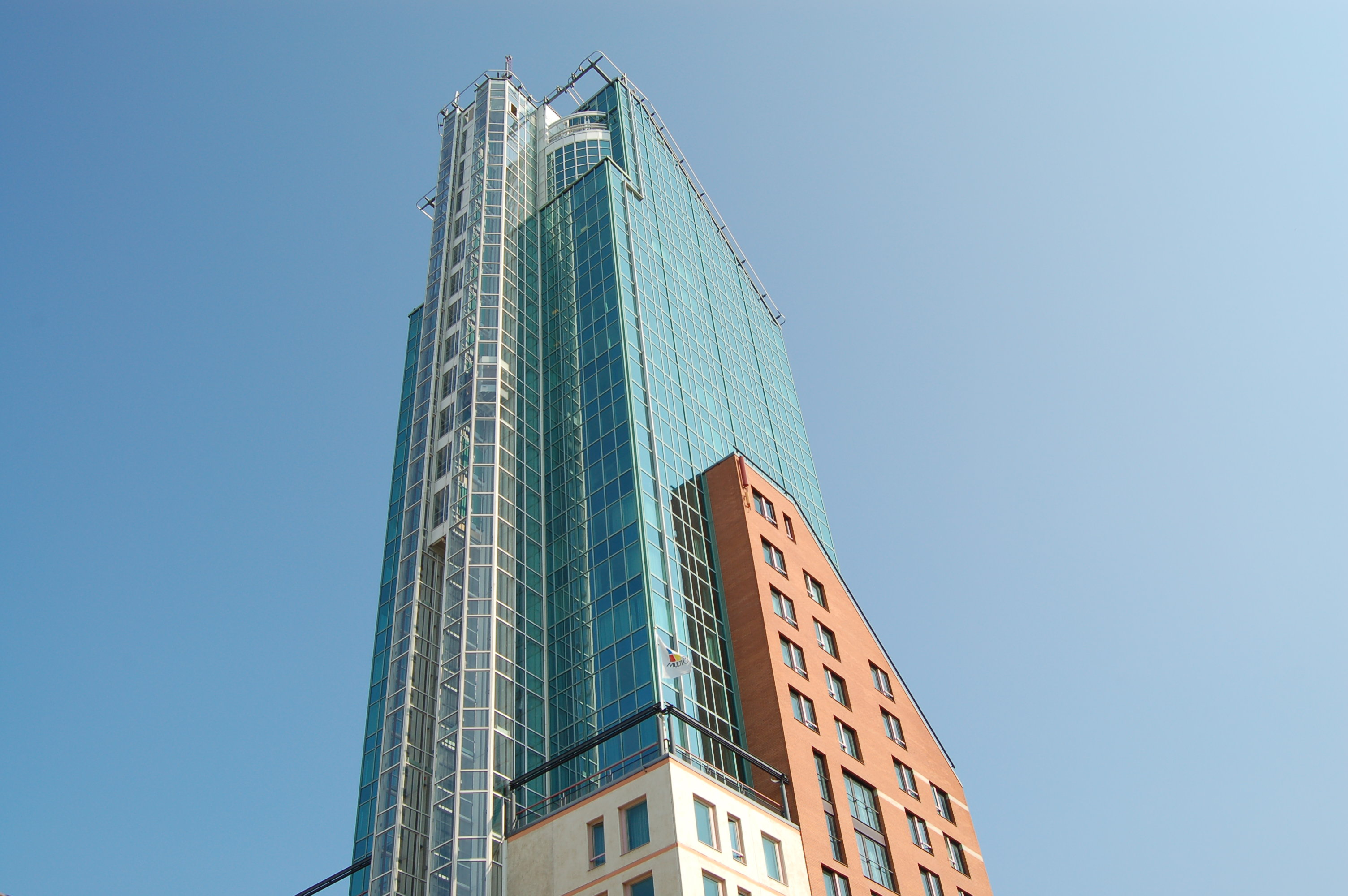
2007